# Carbonera (Maria Helena)
Carbonera é um distrito de Maria Helena Paraná.
Na década de 1960, Carbonera registrou uma população de 600 habitantes sendo que na década de 1970 pulou para 4.200 habitantes iniciando o seu declínio em meados dos anos 70 com o corte dos cafezais em razão da forte geada que dizimou a lavoura no dia 15 de julho de 1975, pulando para 3200 habitantes na década atual, 1.500 habitantes vivem no distrito. A falta de oportunidades fez com que as pessoas migrassem para outras regiões mais prosperas como Umuarama e outras cidades do Paraná.

## História
A história do distrito se confunde com a cidade de Maria Helena, assim como a maioria das cidades do noroeste do Paraná, que foi a partir do movimento de colonização em busca de terras baratas para o plantio de café. A partir do século XX a ampliação de área cafeeira, proporcionou a criação de muitas cidades, numa onda que se deslocava de leste à oeste, desbravando o Norte do Estado.Este era o tempo da "euforia do café", provocada pelos altos preços do pós-guerra, no mercado internacional.
A migração de outras regiões do país como, Minas Gerais, São Paulo, Santa Catarina, Rio Grande do Sul e imigrações como a japonesa que é forte no município transformou o lugar em um encontro de amigos com o objetivo de ganhar a vida em um lugar novo e prospero.Quando chegaram ao lugar encontraram cerca de 400 famílias de índios xetás que viviam na região do hoje Distrito de Serra dos Dourados, no Município de Umuarama, hoje considerados extintos.Sendo que toda a sua cultura foi dizimada junto com os índios.
As primeiras famílias que se instalaram, por volta de 1958, foram João Mazzero, seus irmãos e parentes e tinham o objetivo de tomar posse das terras adquiridas, derrubar as matas para plantio de café. Muitas outras famílias se fixaram no local, adquirindo pequenos sítios onde construiam modestas casas do tipo pau-a-pique. Em seguida, também em 1958, chegou ao local João Maia e família, estabelecendo-se com uma pequena casa de secos e molhados para atender aos moradores do local.
Em maio 23 de 1959, vindos de Paraíso do Norte, chegaram ao local Severino Carbonera com sua mulher Natalina Goldoni Carbonera, seus filhos pequenos, Lair, Carlos, Lourdes e Nilda Carbonera desembarcando com o objetivo de instalar uma serraria. A mudança veio sobre a carroceria de um caminhão Ford F-6, ano 48, e toda a família foi surpreendida com a circunstância de que, no local, a casa pau-a-pique onde iria morar tinha só o esqueleto, isto é, não estava coberta, embora as telhas estivessem no local e não estava cercada de tábuas. Ainda no mesmo ano de 1.959, chegou ao local o irmão solteiro de Severino, André Carbonera,  que veio tornar-se seu sócio na serraria, que foi instalada e começou a funcionar precariamente no último trimestre de 1959. A serraria era do tipo "pica-pau", movida a vapor, mas atendia bem aos interesses dos moradores da região, comprando toras e vendendo madeiras serradas para quem desejasse construir suas casas, inclusive para moradores de Maria Helena e Umuarama. Em pouco tempo, os imóveis rurais colocados à venda pela colonizadora, a COBRINCO, foram vendidos e o espaço rural estava todo ocupado. Uma linha de ônibus passou a transitar pelo local ligando o povoado, conhecido por Carbonera, com Umuarama e Douradina, esta, até então, Distrito de Maria Helena.
Em 1966, os irmãos Severino e André Carbonera adquiriram uma área de terras com 3 a 4 alqueires do Sr. Joaquim Fontes Romero, residente em Maringá, e fizeram um loteamento urbano que veio a se constituir no Distrito de Carbonera, situado no lado do Município de Maria Helena. Alguns anos mais tarde, no início dos anos 70, outro proprietário de serraria, João Martins, abriu um outro loteamento, porém do outro lado da estrada, isto é, no território do Município de Umuarama, de forma que os dois distritos estão divididos apenas pela estrada divisora. Esse novo Distrito recebeu o nome de Nova União. A rede de energia elétrica só foi instalada no local em 1970, quando o Município de Maria Helena era governado pelo prefeito João Colombo e Umuarama por João Cioni. Nessa época, mais precisamente em 7 de janeiro de 1970, João Maia e família que tinha uma casa comercial, vende tudo e muda-se para o Paraguai instalando-se em San Alberto, onde um de seus filhos e depois, uma de suas netas, vão tornar-se prefeitos. Entre os moradores mais antigos, além dos já citados, pode-se mencionar: José Valdeci de Lima, que trabalhou na serraria, como gerente, por cerca de 20 anos, até o encerramento da firma. Altamirando Araújo de Queiroz, chegou no inicio dos anos 60, trazendo a esposa e dois filhos, sendo eles Horácio e Marilene, ambos crianças. Hoje, neste presente ano de 2018, Altamirando já é falecido e os filhos mencionados residem em Rondônia, além de Max que também vive no estado, já Arquimedes e Solon residem nos estados do Mato Grosso e Paraná, respectivamente.    Leonardo Girotto que, no início era cafeicultor, porém estabeleceu-se posteriormente como comprador de produtos agrícolas (café, feijão, arroz, mamona, amendoim, algodão etc…). Italo Bardelin, pequeno agricultor; Sebastião Ananias, funcionário da serraria, Manoel Carneiro de Araújo, comerciante; D. Alvina, comerciante. O desenvolvimento do local se deve à força das lavouras cafeeiras que demandava por mão de obra, aliás, escassa nos tempos de colheita. O comércio local era estimulado pelos moradores, empregados e demais trabalhadores dos sítios e fazendas das cicunsvizinhanças. Entre as fazendas que se destacaram no plantio de café pode-se mencionar: Fazenda Mãe do Céu, Fazenda Alvorada, Fazenda Rancho Alegre, Fazenda Rosângela e Fazenda São Joaquim, entre tantas outras. Todas elas hoje desenvolvem atividade pecuária, à exceção da última que cultiva canavial. 

### Primeira missa
A primeira missa foi celebrada na Serraria dos Irmãos Carbonera em 10 de Novembro de 1962 as 16h00 e presidida pelo Frei Valetim. Sendo que uma vez por mês era celebrada uma missa em Latim na serraria. A construção da Igreja Nossa Senhora de Fátima no distrito, de madeira em 1966. Sendo que a atual igreja foi construída em alvenaria em 1990. Na atualidade outras religiões fazem parte do distrito como Assembléia de Deus, Congregação Cristã.
Com referência à alimentação da época, além da carne de caça, bovinos e suínos eram abundantes na região. O milho serviu como base da alimentação de muitos caboclos que desbravaram essa região. Eles colhiam o milho e armazenavam em paióis para ser consumido o ano todo, utilizando o malombo, espécie de pilão tocado por roda d’água, onde o grão de milho era macerado e virava quirela ou fubá - consumido pelos moradores locais.

### Primeira escola
A primeira escola foi construída pelos irmãos Carbonera em 1960 e a primeira professora chamava-se Geni, descendente de japoneses. Hoje o distrito conta com uma escola municipal que atende 100 crianças da comunidade no ensino fundamental e 145 crianças da 5ª a 8ª série.